# Videorrepórter

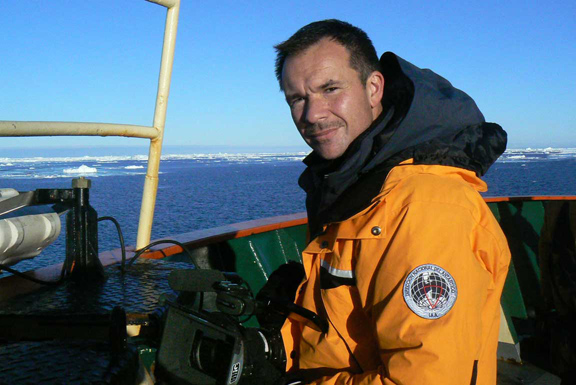
Saša Petricic, um videojornalista que faz reportagens sobre a Antártica (março de 2007)

Videorrepórter ou videojornalista é o profissional de jornalismo que utiliza a própria câmera para produzir conteúdo audiovisual, seja para uma matéria de telejornal, programa de televisão, cinema ou internet.
Além de atuar sozinho na captação da notícia - ao contrário do tradicional formato em equipe - o videorrepórter também pode pautar e editar o próprio material. 
A matéria produzida por um videorrepórter chama-se videorreportagem. Várias emissoras de televisão do Brasil e do mundo utilizam este formato jornalístico. 
Com a miniaturização dos equipamentos de captação e edição, proporcionados pela revolução digital, os videorrepórteres estão se popularizando.